# Episodi di My Name Is Earl (quarta stagione)
La quarta e ultima stagione della serie televisiva My Name Is Earl è stata trasmessa in prima visione negli Stati Uniti d'America da NBC dal 25 settembre 2008 al 14 maggio 2009.
In Italia è stata trasmessa in prima visione assoluta da Italia 1 dal 17 dicembre 2010 al 26 gennaio 2011.
| nº | Titolo originale              | Titolo italiano                 | Prima TV USA      | Prima TV Italia  |
| -- | ----------------------------- | ------------------------------- | ----------------- | ---------------- |
| 1  | The Magic Hour                | La magica ora                   | 25 settembre 2008 | 17 dicembre 2010 |
| 2  | Monkeys Take a Bath           | Occhio per occhio               | 25 settembre 2008 | 20 dicembre 2010 |
| 3  | Joy in a Bubble               | Un idromassaggio per Joy        | 2 ottobre 2008    | 21 dicembre 2010 |
| 4  | Stole an RV                   | Rubato un camper                | 2 ottobre 2008    | 22 dicembre 2010 |
| 5  | Sweet Johnny                  | Johnny l'angelo                 | 9 ottobre 2008    | 23 dicembre 2010 |
| 6  | We've Got Spirit              | Il cheerleader                  | 16 ottobre 2008   | 27 dicembre 2010 |
| 7  | Quit Your Snitchin'           | La soffiata                     | 23 ottobre 2008   | 28 dicembre 2010 |
| 8  | Little Bad Voodoo Brother     | No voodoo, no party             | 30 ottobre 2008   | 29 dicembre 2010 |
| 9  | Sold a Guy a Lemon Car        | Venduto un catorcio             | 6 novembre 2008   | 30 dicembre 2010 |
| 10 | Earl and Joy's Anniversary    | Anniversario di matrimonio      | 13 novembre 2008  | 3 gennaio 2011   |
| 11 | Nature's Game Show            | Chi trova tiene                 | 20 novembre 2008  | 4 gennaio 2011   |
| 12 | Reading Is a Fundamental Case | Leggere è fonda-mentale!        | 4 dicembre 2008   | 5 gennaio 2011   |
| 13 | Orphan Earl                   | A Natale siamo tutti più Earl   | 11 dicembre 2008  | 24 dicembre 2010 |
| 14 | Got the Babysitter Pregnant   | Messo incinta la babysitter     | 8 gennaio 2009    | 7 gennaio 2011   |
| 15 | Darnell Outed, Part 1         | Programma protezione (1ª parte) | 15 gennaio 2009   | 10 gennaio 2011  |
| 16 | Darnell Outed, Part 2         | Programma protezione (2ª parte) | 22 gennaio 2009   | 11 gennaio 2011  |
| 17 | Randy's List Item             | La lista di Randy               | 5 febbraio 2009   | 12 gennaio 2011  |
| 18 | Friends With Benefits         | Casalinghe buggerate            | 12 febbraio 2009  | 13 gennaio 2011  |
| 19 | My Name Is Alias              | Karma letale                    | 19 febbraio 2009  | 14 gennaio 2011  |
| 20 | Chaz Dalton's Space Academy   | Accademia spaziale              | 5 marzo 2009      | 17 gennaio 2011  |
| 21 | Witch Lady                    | La strega                       | 19 marzo 2009     | 18 gennaio 2011  |
| 22 | Pinky                         | Pinky                           | 26 marzo 2009     | 19 gennaio 2011  |
| 23 | Bullies                       | Bulli                           | 16 aprile 2009    | 20 gennaio 2011  |
| 24 | Gospel                        | Gospel                          | 23 aprile 2009    | 21 gennaio 2011  |
| 25 | Inside Probe (1)              | Chi l'ha visto? (1ª parte)      | 30 aprile 2009    | 24 gennaio 2011  |
| 26 | Inside Probe (2)              | Chi l'ha visto? (2ª parte)      | 7 maggio 2009     | 25 gennaio 2011  |
| 27 | Dodge's Dad                   | Il padre di Dodge               | 14 maggio 2009    | 26 gennaio 2011  |

## La magica ora
- Titolo originale: The Magic Hour
- Diretto da: Eyal Gordin e Greg Garcia
- Scritto da: Timothy Stack e Greg Garcia

### Trama
Quando Joy usa il programma che realizza i desideri dei bambini con malattie allo stadio terminale per saltare la fila ad un parco divertimenti, Earl ricorda di aver infranto il sogno di un bambino malato 10 anni prima, rubando il pony che gli era destinato. Quando si presenta dai genitori per raccontare l'accaduto, scopre però che il bambino è ancora vivo. Buddy (Seth Green), dice a Earl che per cancellarlo dalla lista deve aiutarlo a girare il film che ha sempre sognato. Reclutando un cast sconclusionato dagli abitanti di Camden, nessuno recita come Buddy vorrebbe, a parte Randy. Quando giunge "la magica ora", cioè il momento migliore per girare, gli attori decidono di dare forfait perché stanchi delle critiche di Buddy. Il ragazzo non si perde d'animo e decide che con le ultime scene girate durante "la magica ora" può ugualmente finire il film grazie agli effetti speciali. Quando arriva la prima, la madre di Buddy rivela che il ragazzo era in realtà ancora ammalato e che i medici avevano sbagliato solo di 10 anni la diagnosi. Il film, grazie al montaggio e gli effetti speciali che Buddy aveva fatto prima di morire, piace a tutti ed Earl capisce il suo vero significato, ovvero quello di realizzare tutti i sogni di Buddy. Nel film infatti salva la vita a Randy, va a cavallo ed è una spia. Tutto ciò che ha sempre voluto fare ma che non ha mai fatto. Dopo la prima, Earl comunica a tutti della sorte del ragazzo e tutti gli abitanti che, colpiti dalla sua storia, decidono di impegnarsi di più per realizzare i propri sogni. Darnell dipinge, Joy tarocca vestiti ed Earl suona una xilofono (cosa che ha sempre voluto fare, sin da piccolo).

## Occhio per occhio
- Titolo originale: Monkeys Take a Bath
- Diretto da: Greg Garcia
- Scritto da: Greg Garcia

### Trama
Earl e Randy decidono di fare ammenda per quando hanno fatto trasferire i vicini per i continui scherzi. Quando trovano Clark Clark, il marito della coppia di vicini, scoprono che si era trasferito perché aveva avuto una relazione con la loro madre. Earl torna dai genitori e costringe sua madre a confessare il tradimento al marito. Carl la prende male e decide di andarsene di casa: mentre Randy sta con la madre, Earl sta col padre al motel. Questi ultimi due decidono di tornare da Clark per fargliela pagare, ma, dopo un primo pugno, vengono picchiati dalla moglie che difende il marito. Carl decide allora di vendicarsi andando a letto con alcune donne che conosce e che sostiene siano attratte da lui. Scopre però che non è così e, tornato al motel, scoppia in un pianto liberatorio insieme al figlio. Dopo aver passato la notte a piangere per il tradimento che entrambi hanno subito, capiscono che la migliore vendetta è il perdono. Carl torna così dalla moglie e la perdona, mentre Earl fa' lo stesso con Joy.
- Punti della lista citati: 87.
- Nota: Catalina Aruca (Nadine Velazquez) non è presente nell'episodio.

## Un idromassaggio per Joy
- Titolo originale: Joy in a Bubble
- Diretto da: Michael Fresco
- Scritto da: Jessica Goldstein e Chrissy Pietrosh

### Trama
Earl trova un idromassaggio sul ciglio della strada e lo porta a Joy per poter cancellare il numero 72 della lista. Sotto la vasca viveva però un barbone con un'infezione all'alluce e Joy la contrae dopo aver usato la vasca. Darnell convince la moglie a vivere in isolamento in casa per non diffondere l'infezione e Joy, furiosa, pretende che Earl sbrighi tutte le sue attività quotidiane. Earl viene a sapere così dalla ex moglie che i figli non hanno amici, ma indagando sulla cosa scopre che il problema è Joy: è aggressiva e volgare e le altre madri non vogliono che i loro figli stiano vicino a Joy. Quando Joy viene a sapere che i figli sono ad una festa di compleanno, pensa che sia solo per umiliarli ed Earl è dunque costretto a spiegargli come stanno realmente le cose. Joy esce dall'isolamento e ruba l'auto di Earl per andare alla festa a farla pagare alle altri madri. L'uomo è costretto ad inseguirla a piedi, ma quando arriva a destinazione trova l'ex moglie ferma al parcheggio ad osservare i figli che si divertono. Raggiunta l'ex moglie in macchina i due commentano la situazione ed Earl la rassicura sul fatto che è una brava madre.
- Punti della lista citati: 72.

## Rubato un camper
- Titolo originale: Stole an RV
- Diretto da: Chris Koch
- Scritto da: John Hoberg e Kat Likkel

### Trama
Per rimediare al punto nº 47 della lista, "Rubato un camper", Earl va dall'anziano Jerry a cui anni prima aveva rubato il camper, finito poco dopo bruciato per errore da Randy. L'uomo è però in stato quasi catatonico in casa sua, aspettando la morte da quando gli fu rubato il camper. Earl scopre che il mezzo era pieno di ricordi della vita dell'uomo e della defunta moglie. Dopo aver cercato di sopperire a tutte le cose andate perdute nell'incendio, Jerry gli comunica che l'ultimo desiderio è quello di avere un ricordo della guerra di corea, ma l'unico altro esemplare è in possesso del suo ex commilitone Joe. Quando lo accompagna per prenderlo, scopre che si tratta di un pezzo dell'orecchio di Joe, che Jerry gli aveva tagliato prima che lo abbandonasse ferito sul campo di battaglia. Earl cerca di impedire all'anziano di tagliar via l'orecchio a Joe, barricandosi in casa con l'uomo. Jerry sfodera però il suo addestramento militare e riesce ad intrufolarsi in casa: prima che possano far altro però, entrambi gli anziani hanno un attacco di cuore. Mentre Randy chiama i soccorsi, Jerry decide di dare la sua ultima pillola per il cuore a Joe. I due anziani riesco entrambi a sopravvivere, e decidono di riappacificarsi.
- Punti della lista citati: 47.

## Johnny l'angelo
- Titolo originale: Sweet Johnny
- Diretto da: Eyal Gordin
- Scritto da: John Hoberg e Kat Likkel

### Trama
Randy fa ricordare a Earl il numero 7 della lista. La vittima è Johnny l'angelo (David Arquette), chiamato così perché "buono come il pane" e perché faceva acrobazie pericolose. Anni prima, Johnny era specializzato in azioni spettacolari da stuntman. Tuttavia Earl lo seguiva solo perché attratto dalla fidanzata, Sheila. Così, quando per un incidente Johnny è costretto in casa per un paio di giorni, Earl ne approfitta per andare a letto con la sua fidanzata e intavolare così una relazione clandestina. Accorgendosi che più tempo Johnny era infortunato, più lui riusciva a passare tempo con la fidanzata, Earl lo convince via via a imprese sempre più rischiose. Quando Earl torna da lui per la lista, Johnny, venuto a sapere la verità, si arrabbia e lo caccia via. Earl, per farlo calmare, decide di aspettare un giorno, ma Johnny lo accoglie esattamente allo stesso modo. Turbato, Earl decide di chiedere spiegazioni alla sua ex fidanzata, che gli spiega cos'è successo: mentre era in casa, Johnny cadde sbattendo la testa, e per questo ogni volta che si addormentava, dimenticava la giornata e riviveva il giorno seguente come quello precedente, cioè il giorno prima del suo ultimo spettacolo. Earl capisce quindi di dover risolvere la questione in un solo giorno. Dopo vari tentativi, riesce a convincere Johnny del suo problema e ad organizzare lo spettacolo il giorno stesso. Ma, dopo che quest'ultimo tenta il suicidio, Earl, dopo averlo salvato, capisce di essere stato egoista, e pensando solo a sé per cancellare Johnny dalla lista (avendo anche capito che Johnny era decisamente più felice se continuava ad ignorare il suo problema), così, il giorno dopo, Earl lo va a trovare per un'ultima volta e, invece di rivelargli tutto, gli dà una mano a controllare la sua attrezzatura, rovinata nello spettacolo del giorno prima. Decide per la prima volta di non cancellare un punto della lista, ma di cerchiarlo per ricordarselo.
- Punti della lista citati: 7.
- Curiosità: è esistito anche nella realtà un uomo che perdeva quotidianamente la memoria. Si chiamava Henry Gustav Molaison, ed è rimasto celebre nel mondo della neurologia come il caso "H.M.", uno dei più importanti casi clinici della storia.

## Il cheerleader
- Titolo originale: We've Got Spirit
- Diretto da: Eyal Gordin
- Scritto da: Hilary Winston

### Trama
Earl deve rimediare ad un altro torto fatto a Kenny, quando infranse il suo sogno di diventare un cheerleader prendendolo in giro. Quando va da lui, scopre che in realtà non era il suo sogno, ma quello di Randy. Per convincere il fratello ad iscriversi ad una scuola per cheerleader, Earl è costretto a fingere che fosse anche il suo sogno ed iscriversi insieme a lui. Nella scuola, la squadra di Camden è la peggiore di tutte di sempre, ma l'entusiasmo di Randy risolleva il morale riuscendo a creare uno spirito di squadra ed a migliorarla notevolmente. Quando viene il giorno del saggio finale, Earl scopre che tutti i suoi amici sono venuti a vederlo per prenderlo in giro, e si vergogna troppo per fare lo spettacolo. Randy gli dice di voler mollare insieme a lui e allora il fratello gli racconta la verità, spiegandogli di averlo fatto perché Randy fa solo quello che fa anche Earl. Randy decide di esibirsi anche senza il fratello e una volta davanti a tutti, il pubblico comincia a deriderlo. Earl si rende conto che il fratello non l'ha mai abbandonato e decide di partecipare all'esibizione nonostante la vergogna. La squadra fa una bella prestazione, tanto che il pubblico ne rimane colpito, ed Earl capisce di dover provare a fare le cose che piacciono anche a Randy, perché potrebbero stupirlo.

## La soffiata
- Titolo originale: Quit Your Snitchin'
- Diretto da: Chris Koch
- Scritto da: Matt Ward

### Trama
Earl vuole regalare una macchina più bella della sua a Randy per il compleanno così da rimediare al punto nº 213 della lista: Sempre avuto qualcosa di migliore di Randy. La macchina, una Ford Ranchero, viene rubata ed Earl va dai responsabili per fargliela restituire, ma non riconoscendolo più come loro collega non gliela vogliono restituire. Earl decide alla fine di denunciarli alla polizia infrangendo una delle regole dei criminali di Camden e per questo viene additato come spione da tutti i suoi vecchi amici. Inoltre, non riesce a farsi restituire la macchina perché i ladri vengono a sapere che la polizia sta arrivando e nascondono la macchina. Decide quindi di rubar loro la macchina a sua volta, ma viene arrestato e gli viene proposto di fare di nuovo la spia per uscire. Quando l'agente gli offre anche un regalino come ricompensa, Earl riconosce diversi oggetti visti ai cittadini di Camden e capisce che in realtà tutta la città fa la spia. Denunciandone uno, ognuno accusa un altro per non farsi arrestare e alla fine Joy confessa il reato dei due colpevoli del furto dell'auto di Earl. Quest'ultimo riesce così a farsela restituire e a regalarla a Randy.
- Punti della lista citati: 213

## No voodoo, no party
- Titolo originale: Little Bad Voodoo Brother
- Diretto da: Chris Koch
- Scritto da: Alan Kirschenbaum

### Trama
Earl deve rimediare ad un altro punto riguardante il fratello, procurandogli un fratello minore. I due vanno ad un'associazione di "fratelli maggiori", in cui si affida un orfano perché passi un po' di tempo fuori dall'istituto, ma Randy fallisce il test iniziale. Quando scoprono che Catalina sta facendo da balia ad Oscar, suo nipote, Randy riesce subito a convincerla a sostituirla. Il bambino viene però poco dopo sorpreso a rubare le mance al Crab-Shack e quando viene sgridato, cade in trance facendo intendere a Randy di avere poteri voodoo. Nel frattempo, avvicinandosi Halloween, Earl vuole rimediare ad un altro punto, organizzando una festa come si deve ai figli di Joy. Anche Oscar e Randy sono alla festa e quando Joy scopre che il bambino pratica il voodoo, organizza una vera e propria caccia alle streghe con tanto di folla inferocita e sacerdote. Earl, Randy ed Oscar si rifugiano nella roulotte, ma all'arrivo della folla i primi due decidono di uscire per difendere il bambino. I due vengono subito colpiti e finiscono a terra, Earl allora si ricorda della lista e cancella il punto riguardante Randy poiché già sistemato e grazie al karma la folla viene placata: il bambino, creduto posseduto, ora viene considerato libero dal demonio e tutto torna alla normalità. La festa riprende ed Earl può cancellare un secondo punto dalla lista.
- Punti della lista citati: 94.

## Venduto un catorcio
- Titolo originale: Sold a Guy a Lemon Car
- Diretto da: John Putch
- Scritto da: Michael Pennie

### Trama
Earl ha un nuovo vicino di stanza al motel, Lloyd (Courtney Gains), e Joy gli fa presente che lo conosce già. Anni prima, Earl e Joy lo avevano truffato, vendendogli un catorcio destinato alla rottamazione. Quando gli racconta della lista, Lloyd inaspettatamente gli dice di non dover far nulla, perché gli ha mostrato come siano realmente le persone: infami. Siccome teme stia costruendo una bomba per vendicarsi del mondo, Earl gli propone di cambiare idea sugli altri dimostrandogli che almeno una dei successivi proprietari di quel catorcio, non ha truffato a sua volta il prossimo per liberarsene. Non ottenendo molta fortuna, Earl chiede a Darnell di fingersi uno di loro per far ravvedere l'uomo, ma quando scopre la verità Lloyd torna al motel prendendo la macchina di Earl per completare il suo progetto. Lui lo insegue e quando lo raggiunge nella sua stanza lo implora di non far esplodere la bomba, ma scopre che in realtà stava costruendo un razzo per andarsene su un altro pianeta. Lloyd però in quel momento si rende conto della generosità di Earl, che ha rischiato la vita per salvare gli altri dalla bomba invece di scappare. Decide di abbandonare il suo progetto e vivere nuovamente meglio la sua vita, mentre Earl si rende conto che non bisogna far pesare le sole le parti negative nelle persone, senza apprezzare quelle positive.

## Anniversario di matrimonio
- Titolo originale: Earl and Joy's Anniversary
- Diretto da: Michael Fresco
- Scritto da: Danielle Sanchez-Witzel

### Trama
Earl si adopera per riparare il bancone del Crab Shack, danneggiato anni prima durante il suo primo anniversario di matrimonio. Siccome Randy aveva mangiato la torta nuziale rubata che Joy teneva per l'anniversario, si adopera per organizzare una festa al Crab Shack. Inoltre finge che la festa è stata organizzata da Earl, per aiutarlo nel suo rapporto con la moglie. Invita però tutte le persone presenti sull'agenda di Joy, con cui però era anche andata a letto. Quando Earl lo scopre, si lascia sfuggire che la festa è stata organizzata da Randy e marito e moglie litigano. La situazione peggiora quando alla festa arriva Blake, il cugino di Earl che l'ha sempre superato in tutto. Joy coglie l'occasione per far ingelosire il marito e per di più, a causa di un'invasione di api assassine (che causerà il primo incontro tra Kenny, Darnell, Patty e Catalina rifugiati in una cabina telefonica). Earl è costretto a rimanere a guardare senza poter uscire dal Crab Shack. Tenta allora di riconquistare la moglie aggredendo il cugino, e nella colluttazione quest'ultimo danneggia il bancone con la testa di Earl. Subito dopo, Joy lo fa riflettere commentando come il loro matrimonio non può durare visto come è iniziato. In un primo momento, lui si rende conto di non vedere futuro per loro due, ma quando un'ape assassina entra nel locale e si dirige verso Joy, Earl la protegge uccidendo l'insetto con un bastoncino per Hot Dog. Entrambi si rendono conto che si vogliono bene e i loro matrimonio continua. Al termine del racconto, Earl ha finito di riparare il bancone e Joy gli regala un Hot Dog su bastoncino per festeggiare il loro anniversario.

## Chi trova tiene
- Titolo originale: Nature's Game Show
- Diretto da: Eyal Gordin
- Scritto da: Carter Covington

### Trama
Mentre Earl pensa a quale nuovo punto della lista cancellare, a Camden arriva un tornado. In città vige la legge del "chi trova tiene": dopo il tornado, le cose che si trovano per strada diventano del primo che le prende. Randy ricorda al fratello che è così che ha rimediato la portiera blu della macchina ed Earl pensa che il karma voglia dirgli di cancellare quel punto dalla lista. Mentre si susseguono altri tornadi, Joy rinfaccia a Darnell di avergli detto di essere più intelligente di lei, Patty e Catalina hanno una crisi mistica, Earl e Randy litigano perché quest'ultimo rinfaccia al fratello che è sempre impegnato con la lista. Dopo esser stato sbalzato su un tetto, Randy vuole cavalcare il prossimo tornado ed Earl cerca di fermarlo con una pistola che ha trovato. I due non sanno che però la pistola è a salve e pensano che Randy sia invulnerabile e abbia dei superpoteri. Darnell intanto viene scaraventato contro la parete della roulotte e Joy cerca di portarlo in ospedale. All'ennesimo tornado, Joy, trasportando Darnell, incontra Randy, Earl, Patty e Catalina. Cercano rifugio nello scantinato della chiesa, aperto grazie a un'idea di Joy. Mentre aspettano che passi, tutti si chiedono come mai abbiano avuto messaggi da Dio così discordanti e Joy, ormai fatta pace con Darnell, ripete quello che questi gli aveva precedentemente detto: durante disastri ambientali, le persone tendono a dare grandi significati ad eventi in realtà casuali. Earl riflette su quanto detto, e dopo essere uscito ritrova l'uomo a cui apparteneva la portiera blu.

## Leggere è fonda-mentale!
- Titolo originale: Reading Is a Fundamental Case
- Diretto da: Michael Fresco
- Scritto da: Mike Mariano

### Trama
Earl si offre come volontario per leggere ai bambini il libro di "Trazan" preso dal Bibliobus che aveva rubato anni prima e nel frattempo racconta come l'abbia riottenuto con una storia che per certi passi sembra quella del libro. Prima di sposarsi con Joy, Earl e Randy conobbero Raynard (Ewen Bremner) e rubarono il Bibliobus per fingersi una band con delle ragazze. Quando i due fratelli tornano nel bosco dove l'avevano abbandonato la sera stessa, scoprono che Raynard ci vive dentro come un selvaggio cibandosi di bacche allucinogene e sostenendo di avere per moglie un procione. Per riportarlo alla normalità, lo catturano e lo riportano in città per fargli un clistere e disintossicarlo dalle bacche. Cercano poi di trovargli un lavoro, ma Raynar viene continuamente licenziato e finisce in un ospedale psichiatrico perché creduto pazzo. Quando Earl va a trovarlo, Raynard gli chiede di farlo fuggire e tornare nella foresta perché era l'unico luogo in cui si trovava a casa. Earl riesce a farlo scappare e lo lascia libero nella foresta perché possa vivere la vita come vuole.

## A Natale siamo tutti più Earl
- Titolo originale: Orphan Earl
- Diretto da: Marc Buckland
- Scritto da: Michael Shipley

### Trama
Earl scopre che Joy sta continuando una truffa iniziata a Natale alcuni anni prima dai due, raccogliendo fondi per i bambini africani e spacciando Earl Jr. per tale ad uomo che continua a inviargli soldi. Inoltre, Joy l'ha anche rivelato a due donne del campo caravan e anche loro hanno cominciato a truffare l'uomo creando finti fondi per le vittime degli incendi e delle inondazioni. Earl è deciso a dire la verità all'uomo, ma questi muore lasciando l'eredità alle tre donne. Earl va dall'avvocato e lo informa sulla storia, precedendo le sue avversarie. Queste però giungono ad un accordo corrompendo l'avvocato ed ereditando i soldi. Si scopre però che l'avvocato era d'accordo con Earl, che aveva architettato una grande truffa ai danni delle tre donne, a partire dalla morte del benefattore che aveva mandato fuori città con una scusa. Quando l'uomo torna, Earl gli racconta la storia: l'uomo ci rimane male ed Earl lo porta al campo caravan per deride le tre donne che hanno fregato. Per uno scherzo del destino, a causa di una serie di coincidenze legate al debito contratto per corrompere l'avvocato, le tre donne subiscono le stesse calamità per cui raccoglievano soldi: Joy, costretta a vendere il frigo, subisce un'invasione di mosche ed è costretta a stare fuori dalla roulotte, mentre le altre due subiscono rispettivamente un incendio ed un allagamento. L'uomo a questo punto, decide di donare nuovamente dei soldi alle tre donne che lo hanno truffato per rimediare alle calamità subite. Tutti rimangono colpiti dalla generosità di costui e decidono di essere a loro volta più generosi.
- Punti della lista citati: 201.

## Messo incinta la babysitter
- Titolo originale: Got the Babysitter Pregnant
- Diretto da: Mike Mariano
- Scritto da: Vali Chandrasekaran

### Trama
Earl va dalla sua vecchia babysitter che aveva messo incinta bucando il preservativo del suo ragazzo. Scopre che i due sono felicemente sposati e lo ringraziano per aver velocizzato il matrimonio. Subito dopo però, nota come loro figlio sia viziato fino all'inverosimile. Tratta male i genitori, è un totale scansafatiche, non si è diplomato e non lavora vivendo alle spalle dei genitori. Earl si offre quindi di farlo maturare e lo porta con sé al motel per costringerlo a cercare un lavoro per sopravvivere, pagandogli la stanza solo per tre giorni. Il ragazzo però resta tutto il tempo a far niente e quando viene sbattuto fuori, Earl comincia a rimproverarlo. Randy a quel punto si rende conto che il fratello sta facendo la stessa cosa con lui, proteggendolo e pagandogli la stanza dove dormono. Decide allora di dimostrargli di essere in grado di badare a sé stesso e se ne va portando con sé il ragazzo. Earl all'inizio non se ne preoccupa, convinto che ritornerà entro sera, ma quando si fa notte va dai genitori del ragazzo, disperato per i due, che teme si siano cacciati nei guai. Dopo una notte passata a cercarli, i due tornano da soli dimostrando che seguendo il modo di fare di Earl, se la sono cavata egregiamente diventando popolari ad un convegno sulle flange. Earl capisce che il dovere del genitore è dare il buon esempio. Il ragazzo, provato cosa significa avere l'ammirazione e il rispetto degli altri, decide di fare qualcosa nella sua vita, diplomarsi e trovare un lavoro. Randy invece preferisce lasciare al fratello le responsabilità e di tornare al suo solito ruolo. Nel frattempo, Joy perde Gamberuga e cerca di sostituirla con un'altra, ma quando poco dopo l'animale muore e Darnell è disperato, gli racconta la verità; Gamberone apprezza la sincerità ed è convinto che tornerà presto a casa: l'episodio si conclude proprio con Gamberuga che cerca di dirigersi verso casa.
Curiosità: Alla fine dell'episodio si intravede sullo sfondo l'auto di Earl con la portiera blu, anche se nel finale dell'episodio "Chi trova tiene" si lasciava intendere che Earl avrebbe restituito la portiera al legittimo proprietario.

## Programma protezione (1ª parte)
- Titolo originale: Darnell Outed
- Diretto da: Eyal Gordin
- Scritto da: Ralph Greene

### Trama
Earl approfitta di un nuovo programma televisivo per rimediare al nº 31 della lista: impedito a Joy di andare in televisione. Anni prima aveva infatti distrutto la videocassetta da mandare al programma "Fear Factor" per far partecipare Joy. Dopo alcune difficoltà riesce a convincerla a partecipare alle selezioni, ma Joy viene scartata perché la sua prova è troppo sciocca. La donna s'infuria cominciando a picchiare il presentatore e Darnell sale sul palco per placarla. Quando viene mandato in onda il programma, viene mostrata la scena con Darnell che cerca di fermare la moglie. Essendo sotto la protezione testimoni, l'FBI chiama immediatamente Darnell per comunicargli che deve essere trasferito. L'uomo si prepara subito a trasferirsi con la famiglia e chiede ad Earl di aspettare Gamberuga e prendersi cura di lei quando tornerà a casa. Subito dopo, il governo fa irruzione narcotizzando Earl e Randy e portando via Darnell, Joy e i suoi figli. Quando si riprende, Earl si ripromette di ritrovare i suoi amici.
- Punti della lista citati: 31, 182

## Programma protezione (2ª parte)
- Titolo originale: Darnell Outed, Part 2
- Diretto da: Eyal Gordin
- Scritto da: Alan Kirschenbaum, Jessica Goldstein e Chrissy Pietrosh

### Trama
Per ritrovare Joy e gli altri trasferiti dall'FBI, Earl e Randy si spediscono in una cassa perché venga inoltrato al loro nuovo indirizzo. Joy e gli altri sono intanto in un centro smistamento per la protezione testimoni e il governo gli impone una nuova identità di cittadini ebrei. La donna si rifiuta di accettare la sua nuova identità, ma quando scopre che Darnell è rimasto a Camden per lei, accetta di cambiare vita per lui con quella impostagli dall'FBI. Earl nel frattempo finisce nella spazzatura perché l'ufficio postale non inoltra la posta, ma lì trova una lettera che dice che Joy è stata ripescata dal programma televisivo che era stata l'origine dei problemi. Convinto che sia stato il karma a portarlo lì, Earl approfitta della cosa per fare in modo di poter rivedere l'ex moglie e far avverare il suo sogno. Joy dal suo rifugio vede la pubblicità e Darnell la fa fuggire per farla partecipare. Joy si presenta al programma e riesce a vincere, realizzando il suo sogno e cancellando il punto dalla lista di Earl. Lei e Darnell sono però comunque costretti a trasferirsi, ma Earl può finalmente salutarla.

## La lista di Randy
- Titolo originale: Randy's List Item
- Diretto da: Paul Burke Pedreira
- Scritto da: Bobby Bowman

### Trama
Nel caravan vivono ora Earl e Randy, e quest'ultimo riceve in regalo un biglietto della lotteria vincente. Mentre festeggia una bicicletta lo investe, facendoglielo perdere. Crede allora che sia stato il Karma, come con suo fratello. Più tardi nella vaschetta del water trova la fibbia di una cintura, appartenuta a Earl. Randy l'aveva nascosta anni prima per far credere al fratello che gliela aveva rubata il suo amico, con cui passava molto tempo e si divertiva, trascurandolo. Earl cadde in quel tranello e bruciò le t-shirt dell'amico, ricordi di scommesse e imprese compiute insieme, per vendicarsi. Per la rabbia, l'amico e il fratello minore abbandonarono il campo caravan, dove abitavano.
Nel frattempo, i Turner cambiano ancora identità e casa per via dell'apparizione di Joy in TV. Joy rimane sempre insoddisfatta delle nuove sistemazioni, ma il governo continua a trasferirli in pessime situazioni sociali. Si accorge però, nel frattempo, della tresca tra i due agenti dell'FBI e li ricatta, ottenendo una villa da sogno nei quartieri alti e il nome che desiderava.
Earl, intanto, fatto pace con l'amico ricomincia una serie di imprese e scommesse assurde per ricollezionare le magliette, ma Randy, ora col pallino del Karma e con una sua lista, capisce che è il fratello minore ad essere trascurato dall'amico di Earl, e gli insegna come riconquistare la sua attenzione e ad essere un bravo fratello minore. Randy lo convince a bruciare di nuovo le magliette, ma se ne assume però la colpa, e inscena una baruffa con lui. L'amico di Earl, che nel frattempo aveva imparato da lui a essere un fratello maggiore migliore, protegge suo fratello aggredendo Randy. Earl a sua volta difende Randy inveendo contro il suo amico. Alla fine, le due coppie di fratelli si separano di nuovo. I fratelli Hickey ne rimangono però soddisfatti, avendo insegnato ai due fratelli come volersi bene, l'uno a insaputa dell'altro. Puntualmente il gratta e vinci fortunato ritorna nelle mani di Randy.

## Casalinghe buggerate
- Titolo originale: Friends With Benefits
- Diretto da: Allison Liddi-Brown
- Scritto da: Jessica Goldstein e Chrissy Pietrosh

### Trama
Gamberuga compare alla porta del caravan. Earl nel barattolo del mangime per tartarughe trova un messaggio che Darnell gli aveva lasciato con un numero per contattarlo. Gamberone gli chiede di spedire la sua tartaruga al suo nuovo indirizzo, ma Earl ci ripensa e decide di portargliela personalmente. Randy, intanto, è triste per la partenza di Earl. Al Fish Bar (diventato ora un bar gay) conosce un uomo che fraintende il suo rapporto con Earl, credendoli due fidanzati che si sono lasciati, e, dopo aver fatto amicizia, si trasferisce al campo caravan con lui senza che Randy comprenda il suo fraintendimento. Earl raggiunge i Turner, e Joy gli confessa di non essere ancora riuscita a legare con le donne dei quartieri alti. Scacciato (per finta) da Joy perché non comprometta la sua reputazione, Earl con il fumo di scarico della El Camino acceca un cagnolino che passava dietro la macchina. Rimedia subito e lo cura, poi lo riporta alla sua padrona spiegandole del Karma. La donna, affascinata, lo presenta alle sue amiche inclusa Joy, che intravede la sua possibilità di legare finalmente con le altre, e convince Earl a istruirle sul karma. Le donne rimangono affascinate dal racconto di Earl, e mettono in pratica la lezione cominciando a trattare meglio le loro cameriere. Il Karma puntualmente le ricompensa restituendo loro il sonno, che da tempo avevano perso. Grazie ad Earl, ora Joy ha finalmente legato con le altre donne. Quando torna a casa, il gay conosciuto da Randy pensa che sia tornato il vecchio fidanzato, e si eclissa commentando che dovrebbe smetterla di guarire i cuori infranti.

## Karma letale
- Titolo originale: My Name Is Alias
- Diretto da: Eyal Gordin
- Scritto da: Matthew W. Thompson

### Trama
Alla porta del caravan appare un uomo (Danny Glover) che chiede informazioni su Darnell. Earl si rifiuta di fornirle, venendo ammanettato ad una bomba per costringerlo a parlare. La bomba alla fine si rivela finta, e l'uomo afferma di essere il padre di Darnell. I due fratelli, ancora sospettosi, si recano dai Turner per far verificare la fotografia dell'agente a Darnell. L'uomo li ha però seguiti, entra in scena e lotta con Darnell dopo aver addormentato gli altri. Capendo di aver addestrato bene il figlio, il padre offre a Darnell la possibilità di tornare a vivere una vita normale, in cambio però del suo aiuto in un'ultima missione top-secret in qualità di ex agente governativo. Darnell accetta, ma è costretto a portarsi dietro Earl come garanzia che effettuerà il lavoro. Earl viene a suo malgrado anestetizzato continuamente perché non veda nulla che di compromettente, per un totale di 45 volte. Nel frattempo, Joy e Randy e i bambini tornano a Camden, restando in ansia per Earl e Darnell. Alla fine, Earl e Darnell tornano sani e salvi e la famiglia Turner insieme agli Hickey mangiano tutti assieme nel caravan come una volta, mentre Earl mostra i bizzarri effetti collaterali delle continue iniezioni di sedativo.

## Accademia spaziale
- Titolo originale: Chaz Dalton's Space Academy
- Diretto da: Marc Buckland
- Scritto da: Hilary Winston

### Trama
Earl vuole rimediare a quando da giovane, all'accademia spaziale di Chaz Dalton, rubò la tuta dell'ex astronauta per poterla indossare. Cercando di lavarla prima di restituirla, la tuta si restrinse e si vergognò talmente tanto da non farsi più rivedere. Earl torna da Chaz e confessa il danno fatto, ma l'uomo lo perdona. Stimando enormemente l'uomo, decide di trovargli una tuta per sostituire quella ristretta. Gamberone intanto, potendo ora usare il suo vero nome, si iscrive al social network BuddyBook e convince Joy ad iscriversi. Earl intanto va ad una struttura della NASA per procurarsi una tuta e scopre che il Chaz Dalton dell'accademia è un impostore. Va dal vero ex-astronauta e lo convince ad andare all'accademia. Quando tornano a Camden, il vero Chaz Dalton rivela che l'impostore, Wayne, faceva le pulizie alla NASA: lui lo aveva mandato a Camden in sua vece e, rimasto estasiato dalla stima degli altri per lui, l'uomo si era finto il vero astronauta e aveva fondato l'accademia. Chaz prende possesso dell'accademia, ma ben presto si rendono tutti conto che non è in grado di insegnare. L'uomo confessa di non essere un eroe, ma di essere stato alla NASA solo perché figlio di un senatore. Earl chiude Chaz in uno sgabuzzino e cerca di prendere il suo posto insieme a Randy. Neanche loro sono in grado di tenere una classe, finché Wayne ritorna per prendere un panino che aveva lasciato e risolve la situazione. Earl, capisce allora che l'uomo, pur non essendo un vero astronauta, è l'unico veramente in grado di mantenere lo spirito dell'accademia che lo aveva entusiasmato. Anche Chaz, riuscito ad uscire dallo sgabuzzino e avendo letto le lettere dei fan arrivate, capisce di aver bisogno di Wayne. I due decidono di mandare avanti insieme l'accademia, Chaz porta una nuova tuta ed Earl può andare nello spazio con un simulatore. Joy intanto non ha amici su BuddyBook e quando chiede in giro, scopre che è perché tutti la considerano una vipera. Darnell, per far felice la moglie, crea 351 finti profili che diventano amici di Joy, così che possa avere tanti amici e sia soddisfatta.

## La strega
- Titolo originale: Witch Lady
- Diretto da: Eyal Gordin
- Scritto da: Michael Shipley e Matt Ward

### Trama
Earl vuole cancellare dalla lista Griselda Weezmer (Betty White), un'anziana che viene creduta una strega e vittima dei suoi scherzi da ragazzo. La donna gli chiede di andare a casa sua per un tè per rimediare. Non ascoltando le obiezioni di Randy che pensa sia veramente una strega, Earl viene così drogato dalla donna e rinchiuso nel sotterraneo della casa. Quando si riprende, Griselda gli spiega che è decisa a vendicarsi di tutti coloro che in passato gli hanno fatto un torto. Anche Randy, Kenny, Stuart, Joy, Darnell, Catalina e Patty vengono rinchiusi e incatenati nel sotterraneo, ognuno raccontando che cosa aveva fatto alla donna. Patty rivela che Griselda è sua madre, poco prima che la donna scenda ad annunciare che ucciderà uno di loro per fare spazio ad altri. Joy e gli altri, cominciano ad accusarsi a vicenda cercando di decidere chi sia sacrificabile fra loro. Earl capisce dalla loro discussione, che Griselda non ha colpa: continuando a definire le persone con stereotipi, è naturale che si trasformino in quel modo d'essere. Griselda ascolta il discorso che Earl fa agli altri e pare commossa dalle sue parole, ma poi lo accoltella. Patty la mette fuori combattimento con una scarpa, e si scopre che, anche se il discorso di Earl era corretto, l'anziana soffriva di problemi mentali. Viene ricoverata per del tempo in ospedale, ma poi ritorna ad essere una signora gentile. Nel frattempo, tutti gli altri che erano stati prigionieri di Griselda, s'impegnano a non definire gli altri con etichette e a migliorare sé stessi.
- Punti della lista citati: 186.

## Pinky
- Titolo originale: Pinky
- Diretto da: Greg Garcia
- Scritto da: Greg Garcia

### Trama
Earl e Randy sono sulle tracce di Pinky, una ragazza che era innamorata di Randy quando erano bambini. Dopo una giornata indimenticabile, Pinky era sparita nel nulla. I due, dopo varie ricerche la rintracciano, ma scoprono che si tratta di Joy. Quando dopo la sorpresa iniziale, Randy le chiede come mai fosse sparita nel nulla, Joy gli spiega che suo fratello gli aveva dato un suo biglietto in cui diceva che la lasciava. Randy s'infuria col fratello, offeso anche del fatto che non fosse sulla lista. Earl gli confessa di averlo fatto perché geloso di lui e di non averlo scritto perché si vergognava. Randy gli dice allora che per cancellarlo dovrà poter riavere la serata che ha perso con Pinky e poterla baciare come si erano promessi. Joy è riluttante, ma accetta di passare una giornata con Randy se Earl farà lasciare Dodge e la sua fidanzatina. Earl mette la ragazzina sulla sua lista e gli consegna un biglietto che dice che Dodge la odia. Joy s'incontra con Randy, ma non è entusiasta quanto lui della cosa, mettendo in chiaro di come non sia più Pinky dato che sono passati vent'anni. Randy si rifiuta di accettarlo e va al fiume a far saltare i sassi sull'acqua come da piccolo. Joy rivede a quel punto il ragazzo di cui si era innamorata anni prima, e i due decidono di passare una giornata insieme come quando erano ragazzi. Alla sera, Joy decide di baciarlo, per rimediare a quello che si erano persi venti anni prima e concludere la giornata splendidamente. Randy ha finalmente avuto la sua "Pinky" e Joy capisce che è sbagliato impedire a Dodge di avere una fidanzatina.
- Punti della lista citati: 277.

## Bulli
- Titolo originale: Bullies
- Diretto da: Eyal Gordin
- Scritto da: Vali Chandrasekaran e Hunter Covington

### Trama
Il fatto che Randy subisca bullismo da Joy, fa venire in mente ad Earl di Wally Panzer (Matthew Willig), un vecchio compagno nel periodo in cui era alla scuola cattolica vittima del suo bullismo. Quando va a trovarlo, scopre che è diventato un culturista, e avendo paura di lui, risponde con un falso nome all'annuncio come compagno di allenamenti. Viene a sapere che Wally si rifiuta di partecipare al concorso di Mr. Camden perché trova da femminucce il fatto di indossare degli slip e depilarsi. Earl capisce che è una conseguenza del suo bullismo, perché da ragazzo gli dava della femminuccia, e decide di aiutarlo a vincere il concorso per cancellarlo dalla lista. Randy nel frattempo parla del suo problema con Joy in palestra, e si fa iniettare dell'adrenalina di squalo nello scroto. Nella foga data dalla droga, Randy rivela a Wally l'identità di Earl, facendogli tornare alla mente il bullo che lo perseguitava. Nella colluttazione che ne segue Wally e Randy cominciano a picchiarsi. Quest'ultimo ha la meglio, e va da Joy a riprendersi i pupazzetti che lei aveva sottratto per dispetto alla macchinetta della pesca al Fish Bar. Joy glieli consegna terrorizzata, poi Randy strappa dalle mani di Earl jr. quello mancante. Ma sentendo piangere un bambino, si pente del suo comportamento. Earl, non avendo potuto assistere al pentimento e credendo che il bambino fosse in pericolo, investe Randy. Quest'ultimo si scusa subito col fratello rimpiangendo la persona sensibile che era prima di essere sotto l'effetto dell'adrenalina. Wally assiste alla scena e capisce che non c'è nulla di male ad essere sensibili pur rimanendo virili, e decide di partecipare a Mr. Camden, così Earl può cancellarlo dalla lista.
- Punti della lista citati: 32.

## Gospel
- Titolo originale: Gospel
- Diretto da: Ken Whittingham
- Scritto da: Mike Mariano

### Trama
Joy, ubriaca, investe Catalina con un tosaerba. Credendo di averla uccisa la porta in un capanno abbandonato, ma Catalina si riprende minacciando di denunciarla. Joy allora la rinchiude nel capanno per impedirglielo. Earl nel frattempo ritrova ad una fiera un reverendo a cui in passato aveva rubato l'organo della chiesa. Il reverendo lo perdona, dicendogli che anche lui ha cambiato vita diventando un uomo di chiesa dopo essere stato un gangster. Dopo avergli riportato l'organo, il reverendo scopre che gli attrezzi usati da Earl per installarlo sono quelli che gli erano stati rubati alcuni anni prima. Perdona Earl nuovamente e in cambio gli chiede di raccontare la sua storia durante la messa. Alla funzione, il reverendo porta l'esempio di Earl per dimostrare cosa sia il perdono ed invita i fedeli a confessare le loro colpe perché siano perdonati. La moglie del reverendo, confessa davanti a tutti di essere andata a letto con Earl e il marito, infuriato, decide di lasciar perdere la vita clericale per tornare alla vita criminale. Earl lo segue fino alla macchina per farlo ragionare solo per scoprire di essere colpevole anche di aver rotto un suo fanale in passato. Il reverendo minaccia di uccidere Earl se parlerà ancora, ma lui, confidando nel Karma, gli confessa l'ennesima colpa e lui si calma. Gli racconta che se non fosse stato per quel fanale rotto, invece di essere arrestato e cambiare vita, sarebbe stato ucciso quella sera in una sparatoria con il resto della sua gang. Il reverendo capisce che Earl gli ha salvato la vita e l'ha cambiata in meglio, perdonandolo per l'ennesima volta. Joy intanto, porta Darnell al capanno e gli spiega di Catalina. Lui decide che l'unica soluzione è ucciderla, o entrambi andranno in prigione. Joy all'ultimo secondo mette KO il marito e libera Catalina. La ragazza però decide di non denunciarla e perdonarla, perché capisce che in fondo Joy le vuole bene.
- Punti della lista citati: 172, 35.

## Chi l'ha visto? (1ª parte)
- Titolo originale: Inside Probe, Part 1
- Diretto da: Greg Garcia
- Scritto da: Greg Garcia

### Trama
In televisione va in onda un programma, "Inside Probe - Oltre l'indagine", che si propone di indagare sulla scomparsa di Ernie Belcher, il proprietario del Crab Shack. Il presentatore racconta dei vari personaggi della città di Camden, tutti i quali sembrano essere amici di Ernie. Dopo essere scomparso da un giorno all'altro, la polizia inizia ad indagare chiedendosi chi possa essere il colpevole. Inizialmente arresta Earl e Randy e li costringe ad una confessione forzata. I due però vengono scagionati perché hanno un alibi con tanto di foto, ma erano troppo ubriachi per ricordarselo. I principali sospettati rimangono: Earl, Randy, Joy, Darnell, Tim Stack, Patty, Catalina e Wilfrid Dierkes, l'agente di Tim e avvocato più economico di Camden. Inoltre compare un altro sospettato: un pilota della NASCAR, Michael Waltrip, amico di Ernie. È stato proprio questo a scagionare Earl e Randy con delle foto.

## Chi l'ha visto? (2ª parte)
- Titolo originale: Inside Probe, Part 2
- Diretto da: Greg Garcia
- Scritto da: Michael Pennie e Timothy Stack

Inside Probe trasmette in tv queste 4 immagini che per vari motivi sono tutte legate alla morte di Ernie Belcher

### Trama
Continua l'investigazione sulla scomparsa di Ernie, il proprietario del Crab Shack. La polizia indaga su fatti strani accaduti proprio la notte della scomparsa di Ernie: una strana luce ha invaso il cielo di Camden e tutti gli abitanti della cittadina credono che si tratti di una navicella aliena. Gerardo Riviera, il presentatore di Inside Probe, scopre che Ernie aveva creato un sito internet pornografico in cui tutti i personaggi principali (Earl, Joy, Randy e anche Wilfrid Dierkes) compaiono. Una seconda ipotesi sulla sua sparizione è quindi quella che qualcuno ha ucciso Ernie per dei soldi guadagnati con il sito. Come se non bastasse, Gerardo scopre da Joy che Ernie aveva piazzato delle videocamere nel bagno delle donne ovunque. Sia negli specchi, sia negli angoli del tetto, sia negli stessi gabinetti e Joy per questo dice di essere furiosa e che lo avrebbe ucciso lei stessa per il fatto. Si forma quindi una terza ipotesi: che qualcuno abbia ucciso Ernie per aver scoperto le telecamere nascoste e anche Joy viene accusata dell'omicidio. Come se non bastasse, Gerardo pensa ad una quarta ipotesi: l'omicidio da parte di qualche abitante di Nathanville o dintorni. Infatti si scopre che Ernie ha sempre conosciuto bene la storia di Camden e Nathanville (una cittadina vicina), quando durante la Guerra di Secessione, è nata la rivalità tra le due. Ernie infatti era un'amante di Camden e in cima al Crab-Shack ha appeso una bandiera camdenita contro Nathanville. Quindi qualcuno di quest'ultima città lo potrebbe aver ucciso per rabbia. Ma alla fine, grazie ad una delle videocamere piazzate da Ernie negli spigoli del tetto del gabinetto, Inside Probe scopre la verità: Ernie, quando è morto, stava andando a prendere la videocassetta delle registrazioni delle videocamere dal suo nascondiglio nel bagno. Il cemento del pavimento era ancora fresco perché era stato da poco ristrutturato. In quel momento Darnell, da fuori, nota che qualcuno sta staccando la bandiera di Camden che è appesa sopra al Crab Shack. Darnell quindi si arrampica sul tetto e durante un combattimento con il ladro, la bandiera colpisce i fili della luce. Il palo esplode e cade sugli altri fili, mandando così una luce abbagliante. In seguito a questo fatto, il Crab Shack ha un black-out di corrente ed Ernie cade sul cemento, svenendo. Earl, Randy, Darnell e Joy corrono in bagno e scoprono che quello che gli era sempre parso un fermaporta a forma di naso, è effettivamente il naso di Ernie. E tutti lo salutano affettuosamente.

## Il padre di Dodge
- Titolo originale: Dodge's Dad
- Diretto da: Chris Koch
- Scritto da: Alan Kirschenbaum e Danielle Sanchez-Witzel

### Trama
Per la giornata dei genitori, Joy chiede ad Earl di presenziare come padre di Dodge. Dopo di essa, Earl chiede alla donna chi sia il padre biologico, per il bene del bambino. Joy confessa infine che il padre è Little Chubby, ma ha paura di rivelarglielo per le conseguenze. Cosciente del fatto che ora sia una persona gentile, Earl e Randy vanno da lui per parlargliene, ma scoprono che è tornato ad essere cattivo. Earl decide comunque di parlargliene, venendo intimidito come previsto con una pistola; cerca allora di recuperare del suo DNA per dimostrare la paternità con il test. Little Chubby, possedendo la maggior parte della città e avendo installato telecamere ovunque, gli rende per questo motivo la vita impossibile, ma Darnell riesce nel frattempo a recuperare dei peli di Little Chubby e li consegna ad Earl. Quando arrivano i risultati, scoprono che il DNA non corrisponde a quello di Dodge. Joy è incredula e racconta la vera storia, dicendo che era sicura che fosse un uomo vestito da scheletro alla festa di Halloween come Little Chubby. Earl si rende conto che lui è il vero padre di Dodge, poiché anche lui era vestito da scheletro. Ma non è tutto, il DNA di Earl Jr., non corrisponde con quello di Darnell.
- Punti della lista citati: 174.
- Curiosità: Il padre di Dodge doveva essere la prima parte di un doppio episodio, la cui storia sarebbe quindi continuata nel primo della quinta stagione. Tuttavia la serie fu cancellata, e di conseguenza, non ci fu un seguito.[senza fonte]